# آیرین شرف
آیرین شرف (انگلیسی: Irene Sharaff؛ ۲۳ ژانویهٔ ۱۹۱۰ – ۱۰ اوت ۱۹۹۳) یک طراح صحنه و لباس اهل ایالات متحده آمریکا بود. وی برنده ۵ جایزه اسکار طراحی لباس در دوران فعالیتش در سینما شده بود.